# Lokomotiva 125.8
Lokomotiva řady 125.8 je dvojdílná elektrická lokomotiva na stejnosměrný proud určená pro těžké nákladní vlaky na širokorozchodné trati Užhorod – Haniska při Košiciach (ŠRT), pro kterou byly speciálně navrženy. Vyrobil je podnik Škoda Plzeň jako jednorázovou sérii v roce 1975 (tovární typ Škoda 67E). Po vývojové stránce se lokomotivy nacházejí mezi lokomotivami Škoda tzv. I. a II. generace.

## Vznik
Již krátce po zahájení provozu na ŠRT vyvstaly první problémy s nedostatečným výkonem motorových lokomotiv, které zde byly provozovány. Šlo zejména o řadu T 679.5 (později 781.8), dovezenou ze Sovětského svazu. Náročné stoupání přes Slanské vrchy si vyžadovalo pro vedení těžkých rudných vlaků nasazování až šesti lokomotiv a přetěžování vlaků se také negativně podepisovalo na stavu trati včetně sesuvů půdy. Pro havarijní stav trati a trakční problémy bylo proto po dlouhých úvahách rozhodnuto přistoupit k elektrifikaci trati, jenž byla odsouhlasena v roce 1972.  Krátce nato byly ve Škodovce objednány i příslušné lokomotivy, označené novou řadou E 469.5. Mělo jít o dvojdílné lokomotivy, vývojově vycházející z řady 123. Vyrobeny byly během roku 1975 a v roku následujících odesílány do Čierné nad Tisou k prvním zkouškám.

## Konstrukce
Lokomotivy jsou odvozené od starších strojů řady 123, byly ale dodány ve dvojdílném provedení. Lokomotivy mají jedno čelní stanoviště strojvedoucího a spojují se vždy po dvojicích zadními částmi k sobě automatickými spřáhly SA-3. Na předních čelech jsou také automatická spřáhla pro spojování s vagony. Za stanovišti se nachází strojovna s pěti bočními okny na každé straně, na konci jsou pak dveře s návalky pro přechod do druhé lokomotivy. Elektřinu lokomotivy odebírají pomocí dvou pantografů na střeše (kvůli odlišnému průjezdnému profilu jsou na zvláštních nástavcích), mezi kterými se nachází žaluzie chlazení odporové regulace výkonu. Významným rozdílem proti výchozímu typu je použití modernějších fechralových odporníků, odolnějších proti přetěžování. Dvojice lokomotiv má celkem čtyři podvozky s osmi poháněnými dvojkolími. Většina lokomotiv je už dnes také v rámci drobných modernizací vybavena elektronickým řídícím a diagnostickým systémem MIREL ve spojení s OS Windows. Díky vícenásobnému řízení lze ovládat až dvě dvojice lokomotiv z jednoho stanoviště.

## Provoz

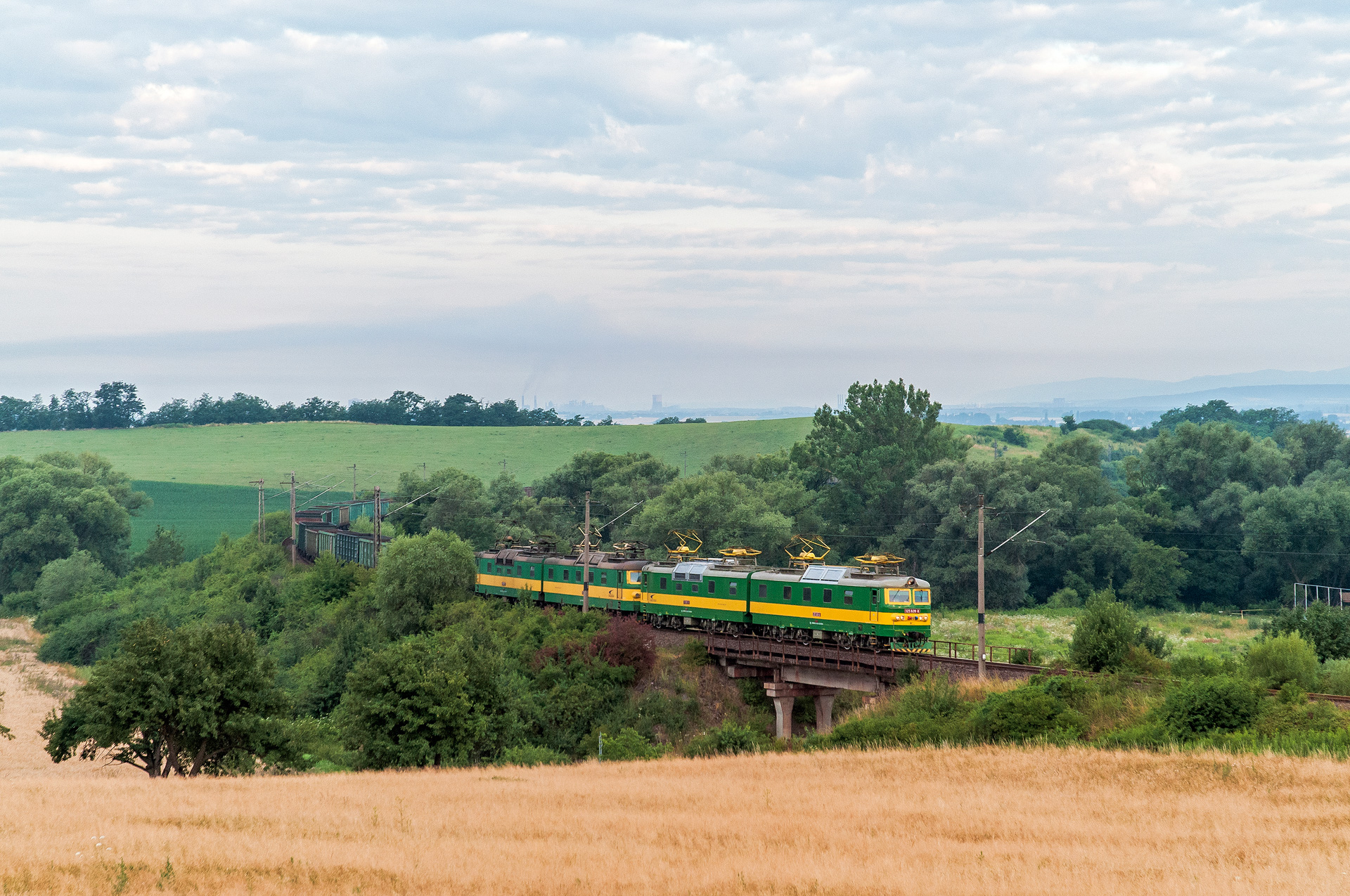
Dvě dvojice lokomotiv v čele prázdného vlaku, směřujícího na Ukrajinu

Lokomotivy byly dodány do depa Haniska pri Košiciach v rámci elektrizace širokorozchodné trati, která slouží především k dopravě železné rudy do bývalých Východoslovenských železáren (dnes U. S. Steel Košice). Při dodání během jara 1976 však ještě elektrizace slovenské trati nebyla dokončena, nové lokomotivy tak jezdily na sovětském území, konkrétně na trati Čop – Užhorod. V průběhu roku 1977 byly postupně testovány na elektrifikovaných úsecích a teprve po otevření trati pro plný elektrický provoz dne 3. února 1978 mohly lokomotivy začít jezdit na trati, pro kterou byly vyrobeny. Dřívější jízdy až do Užhorodu jsou minulostí a až na výjimky končí slovenské lokomotivy svou cestu v pohraniční stanici Maťovce, kde přebírají vlaky od ukrajinských lokomotiv. Rudné vlaky o hmotnosti přes 4 000 tun jsou obvykle vedeny dvěma dvojicemi lokomotiv s další dvojicí na postrku mezi výhybnami Trebišov a Slančík. Pro běžný provoz postačuje okolo deseti dvojic – 8 (4 x 2) jezdí v čele rudných vlaků a ostatní 1—2 dvojice zajišťují postrky. Přestože mají lokomotivy oficiálně povolenou maximální rychlost 90 km/h (stejně jako v případě řady 123, ze které vyšly), díky poměrům na ŠRT v provozu rychlostí vyšší než 60 km/h nejezdí.
Zatím jedinou zrušenou dvojicí je lokomotiva E 469.5009/5010, která byla poškozena při nehodě v ukrajinské výhybně Pavlovo v roce 1985. Kromě ní a tří trvale odstavených lokomotiv, sloužících jako zdroje náhradních dílů, je dodnes v provozu zbylých 18 dvojic. Běžné opravy se provádí v domovském depu Haniska pri Košiciach, na hlavní opravy se pak lokomotivy převáží na normálněrozchodných transportních podvozcích do RD Spišská Nová Ves, které je na ně specializováno. I přes poměrně vysoké stáří tak stroje stále procházejí i velkými opravami a ZSSK Cargo s nimi nadále počítá, jelikož jejich adekvátní náhrada není na obzoru.